# Vilaragut Jolán mallorcai királyné
Vilaragut Jolán (1320/25 – 1369/72), katalánul: Violant de Vilaragut, spanyolul: Violante de Vilaragut, olaszul: Iolanda di Villaragut, franciául: Yolande de Vilaragut, okcitánul: Iolanda de Vilaragut, németül: Jolant(h)e von Vilaragut, latinul: Iolans de Vilaraguto (Vila Acuto), Aumelas algrófnője saját jogán, első férje révén Mallorca királynéja, második férje révén Braunschweig-Lüneburg hercegnéje. A valenciai katalán származású Vilaragut család tagja. Vilaragut János Jeromos apjának, Vilaragut János valenciai alkormányzónak az apai nagynénje. II. András magyar király ükunokája.

## Élete

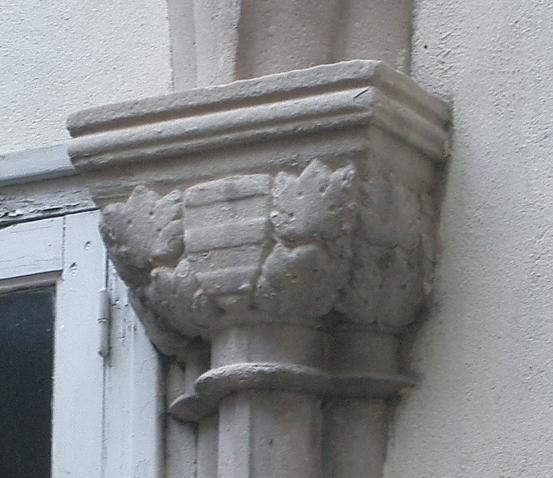
A Vilaragut család címere a Montserrat-kolostorban.

Vilaragut (II.) Berengárnak (–1358 után), Albaida bárójának, Sanmartí és Subirats urának, valamint Mallorcai Saurának (vagy Laurának, Maurának) (–1333), II. Jakab mallorcai király természetes lányának a lánya. 1347-ben feleségül ment III. Jakab mallorcai királyhoz, aki anyja révén az elsőfokú unokatestvére volt. A mallorcai király, akit sógora, IV. Péter aragóniai király 1343-ban elűzött Mallorcáról, mert nem volt hajlandó letenni neki a hűbéresküt, első felesége, Aragóniai Konstancia halála (1346) után egy évvel nősült újra. A házasságból két kislány született: Esclarmunda (1348–1349) és Mária, de mindketten meghaltak kiskorukban. Férje, a trónjáért küzdő III. Jakab 1349. október 25-én halt meg a IV. Péter ellen vívott Llucmajor melletti csatában Mallorca szigetén. A mallorcai király özvegye és gyermekei az aragón király fogságába kerültek. Jolán királyné 1352-ben nyerte vissza szabadságát, amikor is II. János francia király udvarába menekült, aki kinevezte Aumelas algrófjává, mely címet Mallorca királyai viseltek korábban, viszont e titulust csak 1362-ig viselte. A francia király továbbá 1352-ben összeházasította Jolánt Braunschweigi Ottóval.
Jolán királyné mostohalányát, Aragóniai Erzsébet (Izabella) mallorcai királyi hercegnőt pedig összeházasították a mostohaapjának, Braunschweigi Ottónak a montferrati rokonával, a Palaiologosz-házi II. János montferrati őrgróffal 1358-ban, mely házasságból öt gyermek született.
Mostohafia, a mentálisan retardált IV. Jakab címzetes mallorcai király, akinek az elszenvedett lelki kínzások mély nyomot hagytak a lelkében, melyeket a nagybátyja, IV. Péter aragóniai király követett el rajta, amikor 12 éves korától 13 éven keresztül egy vasketrecben tartotta a mallorcai trónörököst, csak 1362-ben szabadult meg a fogságból. 1363-ban a testileg jó fizikumú Jakabot összeházasították a nála 11 évvel idősebb I. Johanna nápolyi királynővel V. Orbán pápa ajánlására. A házasság, úgy tűnt, minden nehézsége ellenére szerencsés az utódlás tekintetében, mert a királynő hamarosan teherbe esett, de az örömbe üröm vegyült, hiszen nem tudta kihordani a gyermekét, és elvetélt. Ekkor végleg megromlott a házastársak közötti kapcsolat, és férje dührohamai miatt az éltéért aggódó Johanna száműzte férjét, aki elvesztett országáért harcolt a nagybátyjával, majd e küzdelem közepette vesztette életét 1375-ben.
Időközben meghalt Jolán királyné 1372-ben vagy még pár évvel korábban, majd özvegye Braunschweigi Ottó 1376-ban feleségül vette mostohafiának özvegyét, a negyedszer is a további utódok születésének a reményébe vetett hittel házasodó, ötvenéves nápolyi királynőt, akinek ő megérte a végzetét. Braunschweigi Ottó mindkét házassága gyermektelen maradt, hiszen sem Jolán királyné, sem I. Johanna királynő nem fogant meg Ottótól. Jolán királyné után így nem maradtak utódok, hiszen első házasságából született lányai még kisgyermek korukban meghaltak.

## Gyermekei
- 1. férjétől, III. (Aragóniai) Jakab (1315–1349) mallorcai királytól, 2 leány:
  - Esclarmunda (1348–1349) mallorcai királyi hercegnő
  - Mária (megh. fiatalon) mallorcai királyi hercegnő
- 2. férjétől, Braunschweigi Ottótól (1320–1399), gyermekei nem születtek